# Theodosiův obelisk
Theodosiův obelisk (řecky: Οβελίσκος του Θεοδόσιου Α ́, turecky: Dikilitaş) je původně staroegyptský obelisk postavený za vlády faraona Thutmose III. (1479–1425 př. n. l.) u Amonova chrámu v Karnaku. Římský císař Constantius II. (337–361) jej nechal spolu s dalším obeliskem převézt po řece Nil do Alexandrie v roce 357. První z těchto obelisků byl vztyčen na Cirku Maximu v Římě na podzim téhož roku a nyní je znám jako Lateránský obelisk. Druhý obelisk zůstal v Alexandrii až do roku 390, kdy jej římský císař Theodosius I. (379–395) nechal převézt do Konstantinopole a postavit ho tam na tamním hipodromu. Dnes je významnou byzantskou památkou tureckého Istanbulu, který na místě Konstantinopole stojí. K vidění je na Náměstí sultána Ahmeda (Sultanahmet Meydanı). Theodosiův obelisk je z červené žuly z Asuánu a původně byl 30 metrů vysoký. Spodní část však byla ve starověku poškozena, pravděpodobně při transportu nebo opětovném vztyčování, a tak je obelisk dnes vysoký pouze 18,54 metru, nebo 25,6 metru, pokud je započítán podstavec. Na obelisku jsou nápisy v egyptských hireoglyfech oslavující vítězství Thutmose III. nad Mitanni, ke kterému došlo na březích Eufratu kolem roku 1450 př. n. l. Mramorový podstavec je pokryt basreliéfy z doby opětovného vztyčení obelisku v Konstantinopoli. Na jedné straně je zobrazen Theodosius I., jak nabízí vítěznou korunu vítězi závodů vozatajů. Zajímavostí je zobrazení Ktesibiových vodních varhan. I na podstavci jsou nápisy, ve starořečtině, mimo jiné se zde uvádí, že znovuvztyčení obelisku trvalo 32 dní. Uvádí se také, že "až Theododius se odvážil ho vztyčit", což vede historiky k úvahám, že předtím byl delší čas uložen v docích a předchozí císaři se zdráhali ho postavit. Původně byla na vrcholu obelisku bronzová koruna, která byla v roce 869 sražena vichřicí a již nebyla navrácena. Na hipodromu stával i Hadí sloup, i ten se dochoval a nachází se rovněž na Náměstí sultána Ahmeda.